# Le Cloître-Pleyben
 Le Cloître-Pleyben  (en bretón Kloastr-Pleiben) es una población y comuna francesa, situada en la región de Bretaña, departamento de Finisterre, en el distrito de Châteaulin y cantón de Pleyben.

## Demografía
| 881 | 791 | 673 | 588 | 512 | 536 |
| Para los censos de 1962 a 1999 la población legal corresponde a la población sin duplicidades (Fuente: INSEE [Consultar]) |     |     |     |     |     |